# Flora Mediterranea
Flora Mediterranea (abreviado Fl. Medit.) es una revista científica con ilustraciones y descripciones botánicas que es publicada en Palermo desde el año 1991 con el nombre de Flora Mediterranea; Acta Herbsarii Mediterranei Panormitani sub Auspiciis Societas Botanicorum Mediterraneorum "Optima" Nuncupata Edita.